# كريستوفر تايلر
كريستوفر تايلر (بالإنجليزية: Christopher Tyler)‏ هو عالم أعصاب بريطاني، ولد في القرن العشرين.